# Église de Palosaari
L'église de Palosaari (finnois : Palosaaren kirkko) est une église située dans le quartier Palosaari de la commune de Vaasa en Finlande,,.

## Description
L'église de Palosaari est une église en pierre de style Art nouveau, construite sur l'île Palosaari de Vaasa en 1910.
La sacristie se trouve derrière l'autel dans la nef. 
L'église a une superficie de 517 mètres carrés et peut accueillir 400 personnes.
Le retable représentant le Christ à Béthanie est peint par Alexandra Frosterus-Såltin en 1912.
Lennart Segerstråle a réalisé 12 vitraux latéraux en 1929 et des vitraux du chœur en 1938. Les vitraux représentent, entre autres, la naissance, le baptême et la vie de Jésus,.
L'orgue à 30 jeux a été fabriqué par la fabrique d'orgue Veikko Virtanen. 
Le lustre de l'église date de 1925 et a été réalisé dans un atelier d'art à Helsinki.
Deux cloches ont été installées en 1936 dans le clocher de l'église.